# Вентиляційний горизонт

Вентиляційні горизонти розрізняються стрілочками, які показують вихід забрудненого повітря на поверхню шахти.

Вентиляційний горизонт — сукупність підземних гірничих виробок, що розташовані на одному рівні, якими рухається забруднене повітря до виходу на поверхню.
Як правило, вентиляційний горизонт призначений не для транспортування, а виключно для вентиляції.
Під час Другої світової війни шахти використовувалися як бомбосховища.

## Інтернет-ресурси
- Wetterwirtschaft (zuletzt abgerufen am 16. November 2012)
- Fluchtwegrichtlinie Bezirksregierung Arnsberg
- Вентиляция шахт и рудников